# مقاطعة وينستون (ميسيسيبي)
مقاطعة وينستون هي مقاطعة في مسيسيبي، بلغ عدد سكانها 19٬198  نسمة، في 2010، عاصمتها لويزفيل.

## الموقع
تشترك في الحدود مع:
- مقاطعة أوكتيبها (ميسيسيبي)
- مقاطعة نيشوبا (ميسيسيبي).

## التقسيمات الإدارية
- لويزفيل.

## أعلام
- جون سباركس